# Syfy (Australia)
Syfy era un canal de televisión australiano dedicado a series y películas de ciencia ficción y fantasía. Fue lanzado el 1° de enero de 2014, en sustitución del canal SF. fundado el 23 de julio de 2012 y cerrado el 31 de diciembre de 2019.

## Historia
En agosto de 2013, se anunció que Foxtel no había podido completar las negociaciones con TV1 General Entertainment Partnership (de los cuales NBCUniversal , era un miembro de parte) para un nuevo carriage deal para su canal SF (canal de ciencia ficción), y en última instancia sería reemplazarlo con otro de canal dedicado al mismo género una vez que el carriage deal del canal SF venciera. se anunció en septiembre que Syfy, (propiedad en su totalidad de NBCUniversal), sustituiría a SF a principios de 2014.
Syfy es parte de la marca internacional Syfy Universal siendo propiedad en su totalidad de Universal Networks International (una división de NBCUniversal). En contraste con SF, donde NBCUniversal sólo poseía el 33,33% de su propiedad (el resto de las acciones pertenecían, en partes iguales, a CBS Studios International y Sony Pictures Television).
El 15 de abril de 2014, SyFy fue lanzado en operador australiano de IPTV Fetch TV.
El 7 de noviembre de 2019, Foxtel anunció que Syfy sería reemplazado por Fox Sci-Fi el 17 de diciembre de 2019. El canal cerro definitivamente en la medianoche del 31 de diciembre de 2019 en el operador de IPTV Fetch TV.

## Programación
Emitío series de televisión y películas clásicas y actuales sobre ciencia ficción y fantasía.

### Programación principal

#### Programación Original
- Haunting: Australia

#### Programación Adquirida
- 12 Monkeys (temporadas 1–2)[8][9]
- Continuum (temporadas 3-4)
- Dark Matter[10]
- Defiance (temporadas 2-3)[11]
- Face Off
- Geeks who Drink[12]
- Haven (temporadas 4-5)[13]
- Killjoys[14][15]
- Misfits (5° temporada)
- The Magicians[16]
- The Shannara Chronicles[17][18]
- Warehouse 13 (5° temporada)
- Z Nation (temporadas1-2)[19][20][21]

### Programación Secundaria
- Alphas[22]
- Battlestar Galactica[23]
- Battlestar Galactica (miniseries)
- Destination Truth
- Doctor Who
- Eureka
- Fact or Faked: Paranormal Files
- Ghost Hunters International
- Grimm (1° temporada)
- Haven (temporadas 1–3)
- Hollywood Treasure
- Knight Rider (2008 TV series)
- Legend Quest
- Misfits (temporadas 1–4)
- Orphan Black
- Paranormal Witness
- Primeval
- Red Dwarf
- Sanctuary
- Stargate Atlantis
- Stargate SG-1
- Star Trek: The Next Generation[24]
- Torchwood
- Warehouse 13 (temporadas 1–4)

### Películas
- 10.5
- 500 MPH Storm
- American Warships
- Arachnoquake
- Battledogs
- Bigfoot
- CAT.8
- Category 7: The End of the World
- 12 Distasters of the Christmas
- The Poseidon Adventure
- Dawn of the Dead
- Eve of Destruction
- Exploding Sun
- Ice Road Terror
- Jabberwock
- Metal Shifters
- Miami Magma
- Panic at Rock Island
- Sharknado
- Stonados
- Tasmanian Devils

## Críticas
Syfy ha sido objeto de críticas por parte de suscriptores de Foxtel por una serie de temas relacionados con su programación, específicamente en relación con el alto número de repeticiones y la baja calidad de sus programas en emisión. Significativamente, Syfy Australia no posee los derechos de la franquicia Star Trek mientras que su predecesor SF si los tenía.